# Lotta Edholm

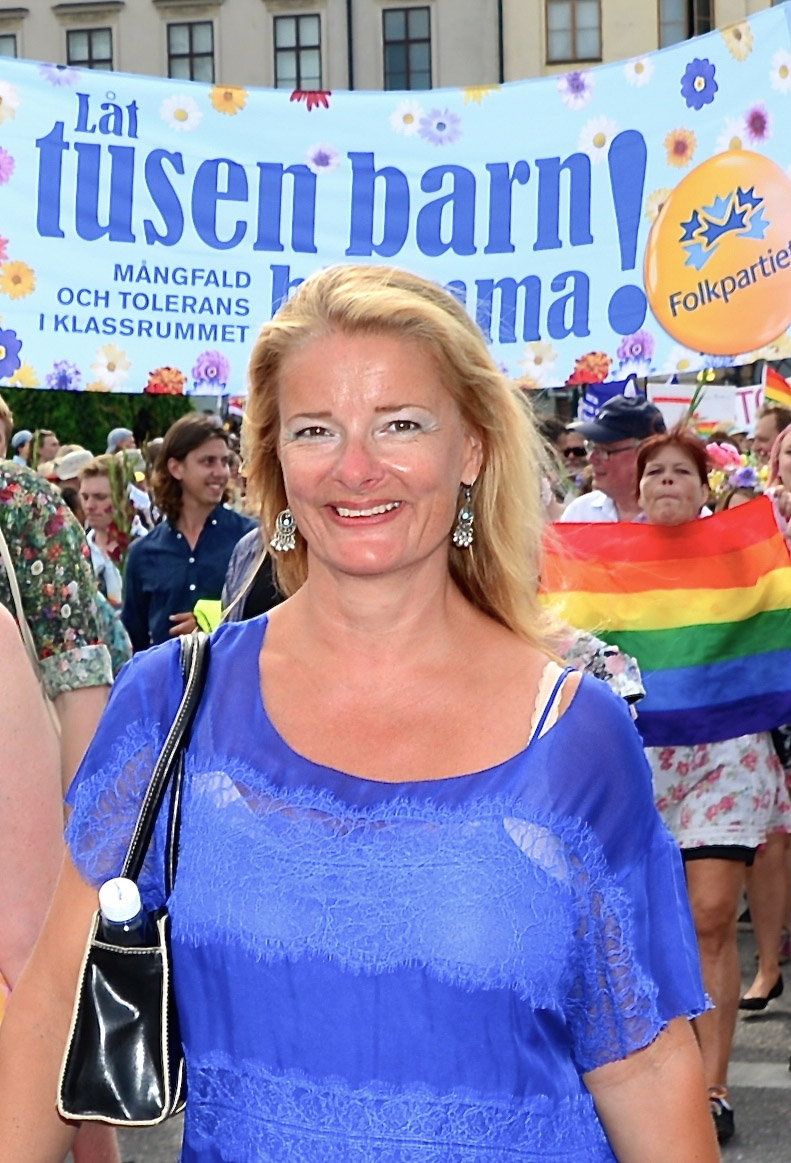
Lotta Edholm (2014)

Lotta Edholm (* 8. Februar 1965 in Västerås, Västmanlands län) ist eine schwedische Politikerin der Liberalen (Liberalerna), die zwischen 1992 und 1994 Mitglied des Reichstages war und seit dem 18. Oktober 2022 Schulministerin im Ministerium für Bildung und Forschung in der Regierung Kristersson ist.

## Leben
Lotta Edholm, Tochter des Werbeverkäufers Johan Ludvig Harald Edholm und Lolo Margareta Karolina Laurin, begann nach dem Schulbesuch in Västerås 1984 ein Studium der Politikwissenschaften an der Universität Stockholm, welches sie 1996 mit als Filosofie kandidat beendete. Sie war als Nachfolger von Lars Granath zwischen 1989 und ihrer Ablösung durch Fredrik Malmberg 1991 Vorsitzende des Folkpartiets ungdomsförbund (FPU), des Jugendverbandes der damaligen Liberalen Volkspartei (Folkpartiet liberalerna). 1992 rückte sie als Mitglied in den Reichstag nach und gehörte diesem bis zur Wahl am 18. September 1994 an. Sie war von 1992 bis 2004 verheiratet mit Lars Leijonborg, der unter anderem von 1985 bis 2009 Mitglied des Reichstages, zwischen 1997 und 2007 Vorsitzender der Liberalen Volkspartei sowie Minister war.
Lotta Edholm fungierte zwischen 1996 und 1998 Exekutivsekretär der Europastiftung Schwedens und daraufhin von 1998 bis 2006 hauptberufliche Stadträtin von Stockholm. Sie war von 2006 bis 2020 Mitglied des Verwaltungsvorstandes und zwischen 2006 und 2014 sowie erneut von 2018 und 2020 Beigeordnete für Schulen von Stockholm. Des Weiteren war sie von 2019 bis 2020 Vorsitzende einer Untersuchungskommission der Regierung und daraufhin zwischen 2020 und 2022 Beraterin des Unternehmens TeneliusHolm AB.
Am 18. Oktober 2022 wurde Lotta Edholm als Schulministerin (Skolminister) im Ministerium für Bildung und Forschung in die Regierung Kristersson berufen und ist damit zuständig für die Bereiche Vorschulen, Vorschulklassen, außerschulische Zentren, Pflichtschulen und weiterführende Schulen.
Sie lebt in Stockholm und ist Mutter eines Kindes.

## Hintergrundliteratur
- Anders Johnson: Alla tiders Stockholmsliberaler. Från Adolf Hedin till Lotta Edholm, Stockholm 2014, ISBN 978-91-637-5402-9, S. 233 f.